# Tatara Atsuto
Atsuto Tatara (多々良 敦斗, sinh ngày 23 tháng 6 năm 1987) là một cầu thủ bóng đá người Nhật Bản.

## Thống kê câu lạc bộ
Cập nhật đến ngày 23 tháng 2 năm 2016.
| Thành tích câu lạc bộ | Thành tích câu lạc bộ | Thành tích câu lạc bộ | Giải vô địch | Giải vô địch | Cúp                   | Cúp                   | Cúp Liên đoàn | Cúp Liên đoàn | Tổng cộng | Tổng cộng |
| Mùa giải              | Câu lạc bộ            | Giải vô địch          | Số trận      | Bàn thắng    | Số trận               | Bàn thắng             | Số trận       | Bàn thắng     | Số trận   | Bàn thắng |
| Nhật Bản              | Nhật Bản              | Nhật Bản              | Giải vô địch | Giải vô địch | Cúp Hoàng đế Nhật Bản | Cúp Hoàng đế Nhật Bản | J. League Cup | J. League Cup | Tổng cộng | Tổng cộng |
| --------------------- | --------------------- | --------------------- | ------------ | ------------ | --------------------- | --------------------- | ------------- | ------------- | --------- | --------- |
| 2010                  | Matsumoto Yamaga      | JFL                   | 23           | 0            | 2                     | 0                     | -             | -             | 25        | 0         |
| 2011                  | Matsumoto Yamaga      | JFL                   | 26           | 1            | 3                     | 1                     | -             | -             | 29        | 2         |
| 2012                  | Matsumoto Yamaga      | J2 League             | 42           | 3            | 1                     | 0                     | -             | -             | 43        | 3         |
| 2013                  | Matsumoto Yamaga      | J2 League             | 42           | 1            | 2                     | 0                     | -             | -             | 44        | 1         |
| 2014                  | Matsumoto Yamaga      | J2 League             | 26           | 1            | 1                     | 0                     | -             | -             | 27        | 1         |
| 2015                  | Vegalta Sendai        | J1 League             | 11           | 1            | 1                     | 0                     | 3             | 0             | 15        | 1         |
| 2016                  | JEF United Chiba      | J2 League             | 22           | 0            | 0                     | 0                     | -             | -             | 22        | 0         |
| Tổng                  | Tổng                  | Tổng                  | 192          | 7            | 10                    | 1                     | 3             | 0             | 205       | 8         |